# Paraopeba (rivier)
De Paraopeba is een rivier in Brazilië, die stroomt in de staat Minas Gerais. In het Tupi Indiaans betekent "Para" "Grote rivier" of "zee" en "peba" betekent "plat". Daarmee betekent de volledige naam zoiets als "platte, of vlakke, rivier".
De bron van de rivier is gelegen ten zuiden van de gemeente Cristiano Otoni, in de staat Minas Gerais. De rivier mondt uit in de Tres Mariasstuwdam in de gemeente Felixlândia in dezelfde staat. De lengte van de rivier is 546,5 km en het rivierbekken beslaat 12.090 km² en 35 gemeenten. Haar belangrijkste zijrivieren zijn de Macaúbas, de Camapuã en de Manso. Het is een van de belangrijkste rivieren die de São Francisco voeden, waardoor deze gedurende het gehele jaar bevaarbaar is.
- Virtual International Authority File: 5405150325538910090005